# Kermit (Teksas)
Kermit je grad u američkoj saveznoj državi Teksas. Prema popisu stanovništva iz 2010. u njemu je živjelo 5.708 stanovnika.